# تشارلز باويل آدامز
تشارلز باويل آدمز (3 مارس 1831 – 2 نوفمبر 1893) كان مقدم في جيش الاتحاد وطبيب وسياسي.
كان تشارلز باول آدامز طبيباً عندما انتُخب في دائرة مينيسوتا الإقليمية في 14 أكتوبر 1856. دخل جيش الاتحاد عندما اندلعت الحرب الأهلية دخل باعتباره قائد في الفوج الأول لمشاة مينيسوتا المتطوعين، وتمت ترقيته إلى رائد في 22 أكتوبر 1861 ثم إلى عقيد بعد 11 شهرا. خلال معركة جيتيسبيرغ شارك في الهجمات  وأصيب بثلاثة قذائف مدفعية بجانب العقيد كولفيل. بعد الحشد في 4 مايو 1864 تم تجنيده في كتيبة فرسان مينيسوتا المتطوعين برتبة رائد. قاد عمليات ضد شمال غرب الهنود. تم ترقيته استثنائياً لعميد في 5 سبتمبر 1864 وترك الخدمة فعلياً في 22 يونيو 1866.

تُوفي العقيد آدامز في2 نوفمبر 1893 في فرميليون، مينيسوتا ودفن في هاستينغز.